# ستوبیتسا، پاراچین
ستوبیتسا (: Stubica}} یک منطقهٔ مسکونی در صربستان است که در Pomoravlje District واقع شده‌است.
 ستوبیتسا  ۱٬۷۸۴ نفر جمعیت دارد.